# Alessandro Alessandrini
Alessandro Alessandrini (Magione, 25 gennaio 1891 – 1º aprile 1963) è stato un politico italiano.

## Biografia
Aderisce al fascismo nel 1920. Squadrista a capo delle squadre "Vittorio Locchi", operative nel milanese durante il biennio rosso, viene in seguito nominato vicesegretario del Fascio e membro della Federazione provinciale fascista. Eletto consigliere comunale assume la carica di segretario del gruppo comunale fascista di Milano. In epoca non precisata si trasferisce a Roma, dove assume la direzione dei servizi postali, telefonici e telegrafici e nel marzo 1927 diventa segretario generale dell'associazione dei postelegrafonici fascisti, riconosciuta con decreto del capo del governo del 5 agosto 1927.